# Gall dindi ocel·lat
El gall dindi ocel·lat (Meleagris ocellata) és un gran ocell de la família dels fasiànids (Phasianidae) que habita clarianes del bosc, de la Península del Yucatán i zones limítrofes de Belize i Guatemala. Històricament se l'havia ubicat al monospecífic gènere Agriocharis.

## Descripció
Més petit però molt més acolorit que el seu parent M. gallopavo. Els mascles no tenen "barba" però ambdós sexes compten amb esperons que en el cas dels mascles pot arribar a fer 40mm de llarg. Les cobertores caudals i les rectrius tenen decoracions amb forma d'ull que son iridescents i tenen un patró de coloració blau. La pell del cap i el coll és nua amb una coloració de blau cel i unes petites protuberàncies de color taronja. En les femelles les plomes iridescents són més verdoses i no tenen tons tant bronzejats. Els exemplars joves presenten una coloració molt més apagada.

## Habitat
Sabem poques coses del seu habitat idoni. La gran majoria d'observacions és fan al voltant d'àrees que és caracteritzen per la combinació de boscos densos i espais oberts de gespa. Passen la major part de l'any dins els boscos i durant la tardor és quan és deixen veure en espais oberts. Passen la nit enfilats en arbres.

## Alimentació
Són omnívors, s'alimenten del terra. Llavors de gespa, fulles, fruits i insectes. Quan en tenen ocasió s'alimenten de blat de moro dels cultius propers.

## Reproducció
La temporada de nidificació té inici al març amb els balls nupcials dels mascles. El niu és comença a preparar a l'abril, al terra. Fan una posta mitjana de 12 ous (8-15), d'incubació arriba als 28 dies i l'eclosió dels polls coincideix amb els principis de Juny.

## Moviments
No és coneixen moviments estacionals, amb les poques observacions existents suggereixen un rang estacional d'unes 300ha.